# Mircești
Mirceşti es una comuna ubicada en el distrito de Iași, Rumania.

## Superficie
Cuenta con una superficie de 17,26 kilómetros cuadrados.

## Demografía
Hasta 2021 la población era de 3338 habitantes, con una densidad de población de 193,4 habitantes por kilómetro cuadrado.